# Igea
Igea ist ein Ort und eine zur bevölkerungsarmen Serranía Celtibérica gehörende Gemeinde (municipio) mit insgesamt nur noch 649 Einwohnern (Stand: 2024) im Südosten der Autonomen Gemeinschaft La Rioja im Norden Spaniens.

## Lage und Klima
Igea liegt am Linares in der Übergangszone vom Iberischen Gebirge im Süden zum Ebro-Tal im Norden und gut 70 km (Fahrtstrecke) südöstlich der Provinzhauptstadt Logroño in einer Höhe von ca. 570 m; bis nach Saragossa sind es weitere 110 km in südöstlicher Richtung. Das Klima ist gemäßigt bis warm; Regen (ca. 480 mm/Jahr) fällt hauptsächlich im Winterhalbjahr.

## Bevölkerungsentwicklung
| Jahr      | 1970 | 1981 | 1991 | 2001 | 2011 | 2021 |
| Einwohner | 1264 | 975  | 983  | 750  | 729  | 631  |

## Sehenswürdigkeiten
- paläontologische Ausgrabungsstätten El PEladillo und Árbol
- markgräflicher Palast von Casa-Torre
- Paläontologisches Museum von La Rioja
- Kirche Mariä Himmelfahrt
- Wallfahrtskirche

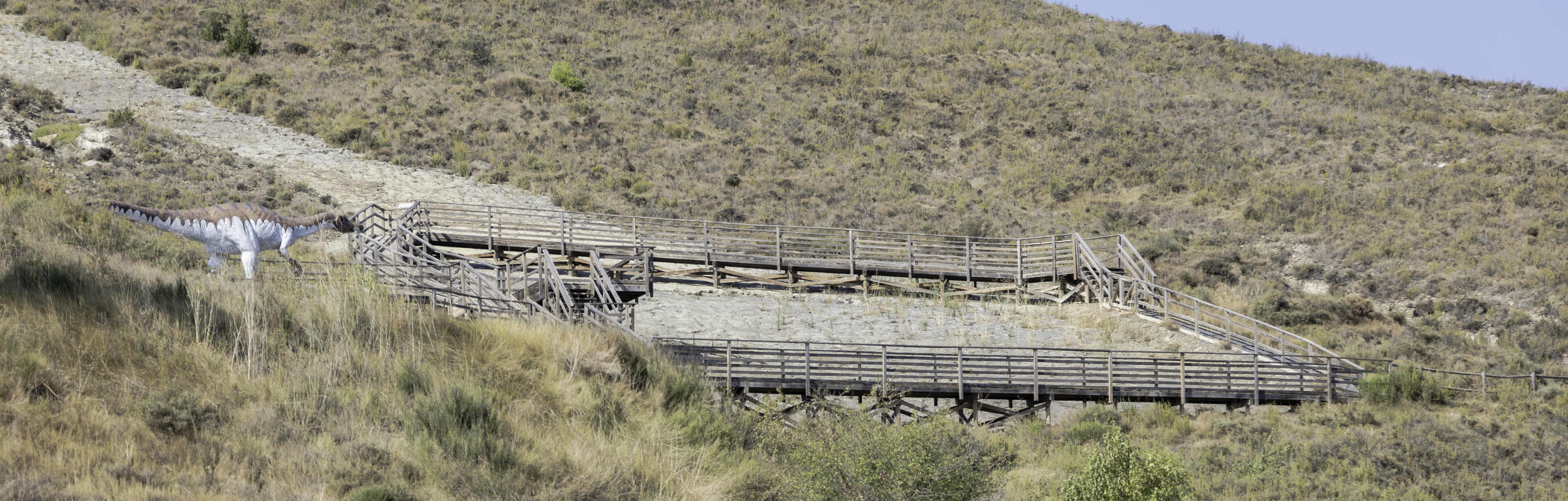
Ausgrabungsstätte El Peladillo
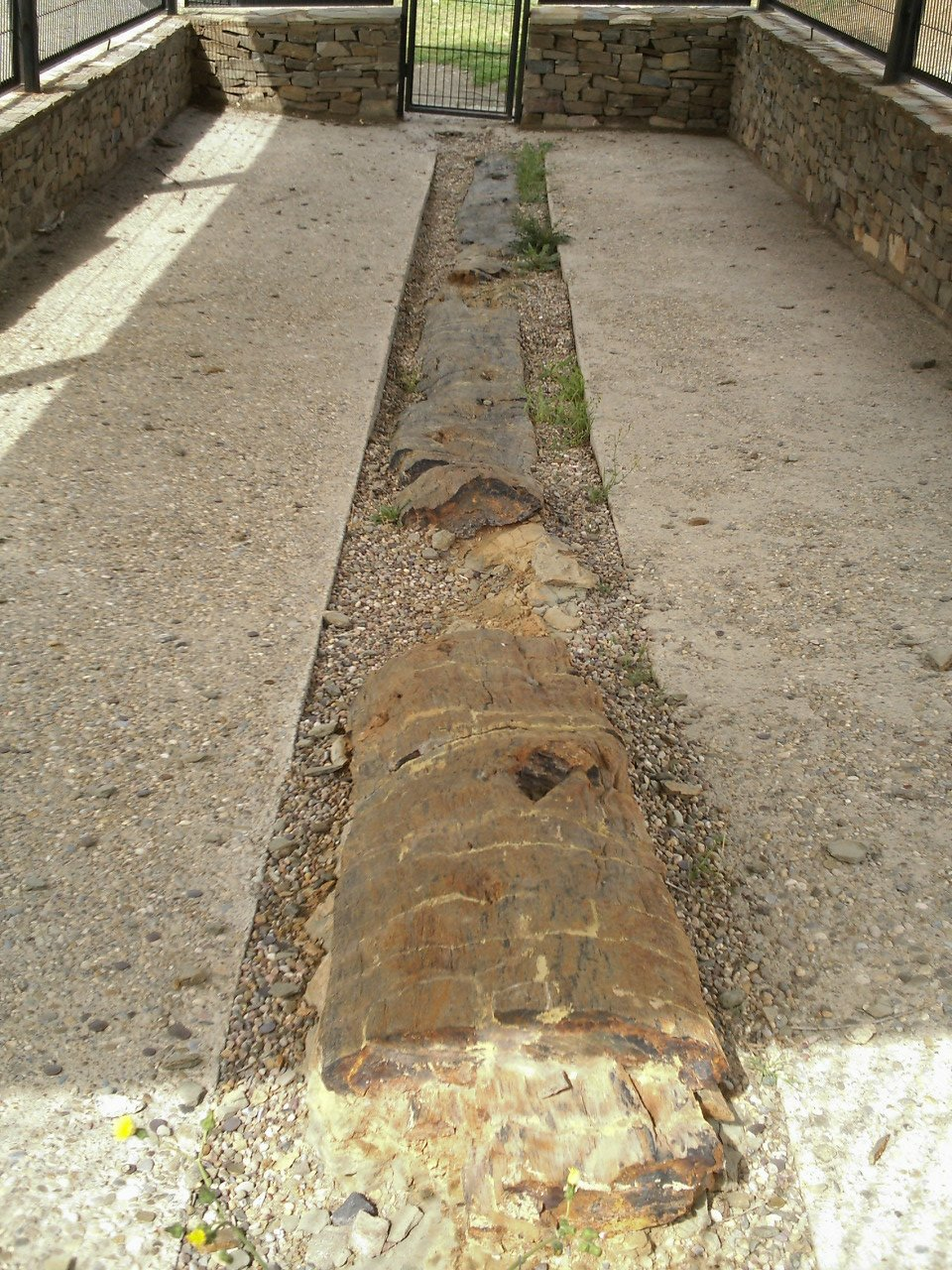
Ausgrabungsstätte Árbol
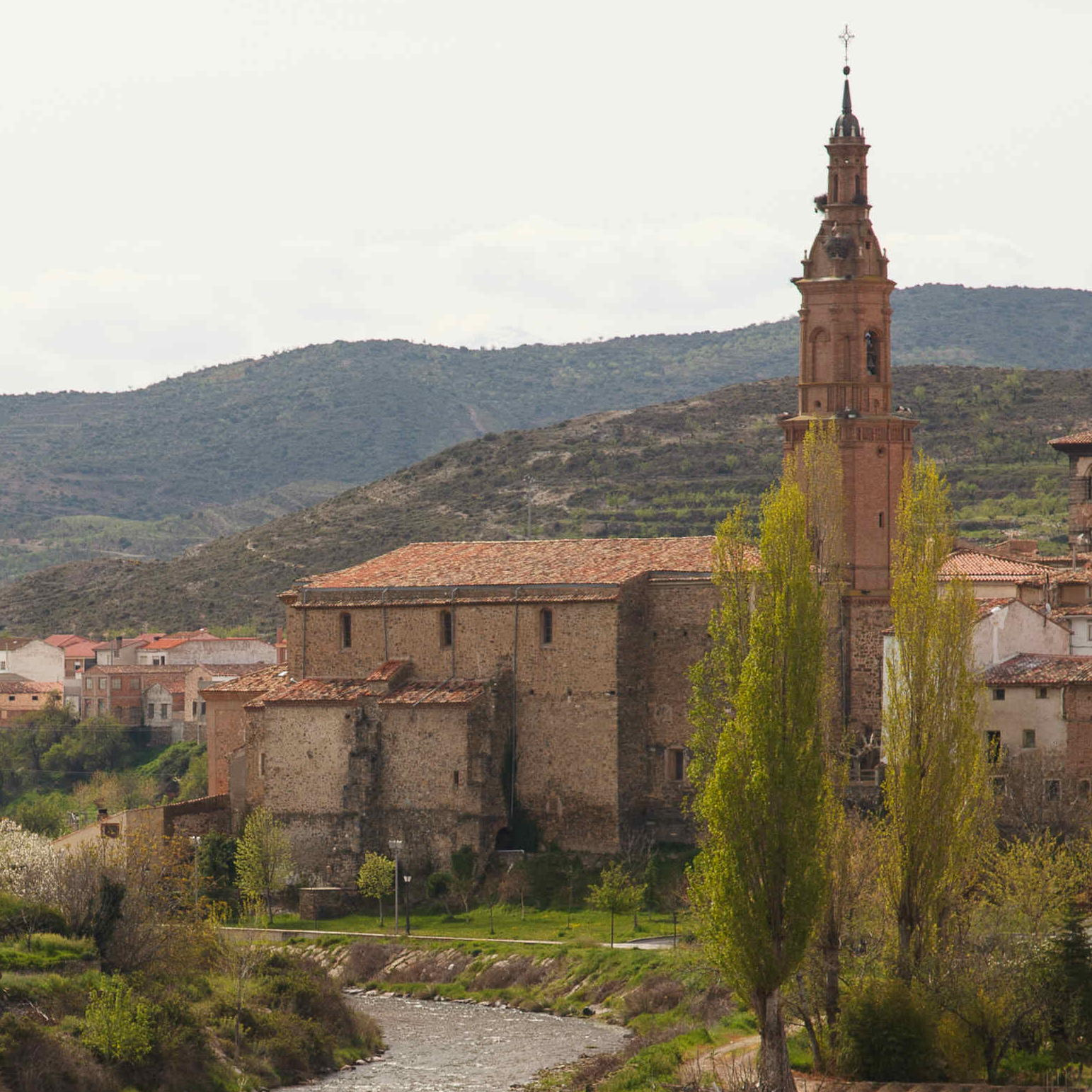
Kirche Mariä Himmelfahrt
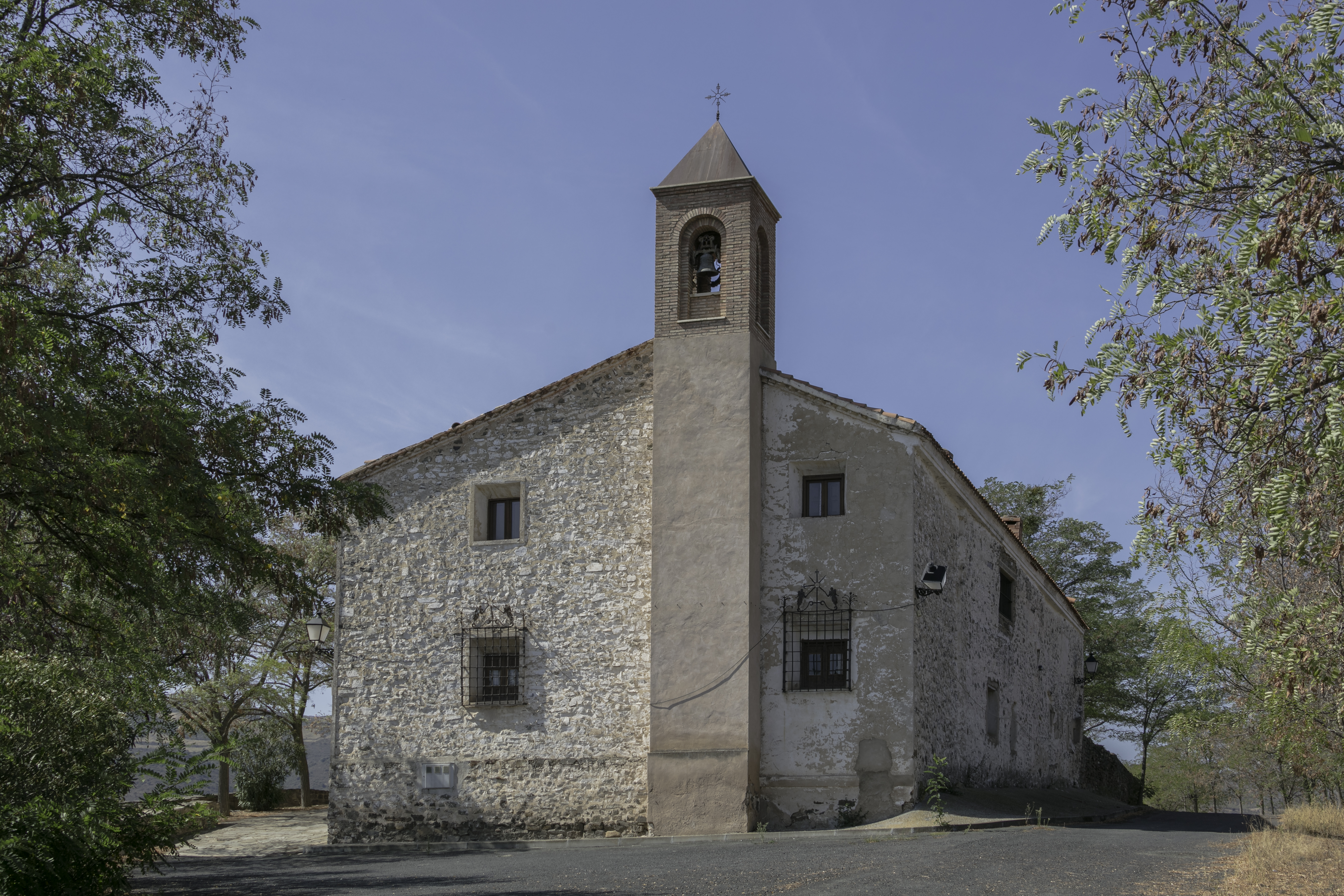
Wallfahrtskirche
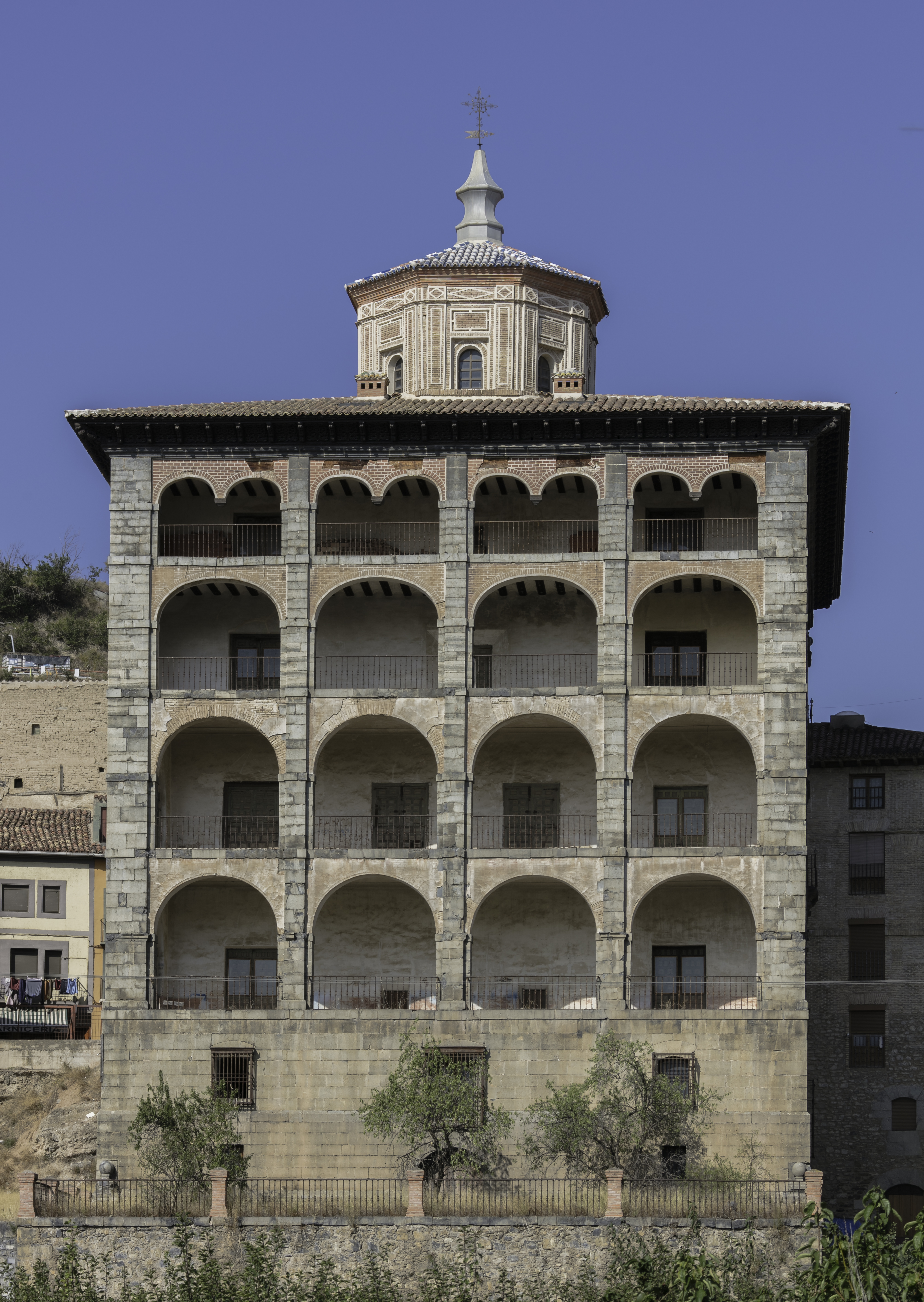
Palast der Markgrafen von Casa Torre

## Persönlichkeiten
- Toribio Minguella Arnedo (1836–1920), Bischof von Puerto Rico (1894–1897) und Bischof von Sigüenza (1897–1917)
- Pedro Maria Sanz Alonso (* 1953), Politiker (PP)